# 392

392(삼백구십이)는 391보다 크고 393보다 작은 자연수다.

## 수학
- 합성수이므로, 그 약수는 총 12개다. (1, 2, 4, 7, 8, 14, 28, 49, 56, 98, 196, 392)
  - 392의 진약수의 합은 463이므로, 392는 과잉수다.
- 5번째 아킬레스 수다. 앞의 아킬레스 수는 288, 다음은 432이다.
- {\displaystyle 97^{2}-1}은 392로 나누어떨어진다.

## 과학
- NGC 392(영어판): 물고기자리 방향에 있는 렌즈형은하.

## 교통
- 고속도로 및 국도
  - 아우토반 392호선(영어판, 독일어판): 독일의 고속도로.
  - 일본 392번 국도(일본어판): 홋카이도 구시로시에서 나카가와군 혼베쓰정까지 이어지는 일본의 국도.
- 기타 도로
  - 현도 제392호선

## 군사
- U-392(영어판, 독일어판): 제2차 세계 대전에 사용된 나치 독일의 군용 잠수함.

## 문화유산
- 대한민국의 보물 제392호: 동래부순절도
- 대한민국의 사적 제392호: 여수 선소유적

## 작품
- 《392》: 씨엔블루의 2번째 일본 정규 음반. (2011년 9월 11일 출시)

## 기타
- 연도: 392년, 기원전 392년